# Phare de Matalascañas
Le phare de Matalascañas est un phare situé à sur la plage de Matalascañas (en) de la commune d'Almonte , dans la province de Huelva en Andalousie (Espagne).
Il est géré par l'autorité portuaire du port de Huelva.

## Histoire
Ce phare moderne a été construit en 1990. C'est une tour triangulaire en béton de 24 m de haut, avec une lanterne cylindrique blanche. La tour est blanche avec une bande horizontale rouge près du sommet. Il est localisé derrière la plage de Matalascañas, à environ 35 km au sud-est du phare de Punta del Picacho à Moguer.
Il marque la zone entre le port de Huelva et l'embouchure du Guadalquivir.
Identifiant : ARLHS : SPA-174 ; ES-09175 - Amirauté : D2345 - NGA : 3863 .
|          |
| Le phare |

### Lien connexe
- Liste des phares d'Espagne